# 리셀로테 풀베르
리셀로테 풀베르(독일어: Liselotte Pulver, 1929년 10월 11일 ~ )는 스위스의 배우이다. 

## 영화
- 더 넌 (1966년)
- 글로벌 어페어 (1964년)
- 원, 투, 쓰리 (1961년)
- 아르센 뤼팽의 모험 (1957년)
- 펠릭스 크룰의 고백 (1957년)
- 울리, 데르 패처 (1955년)
- 울리, 데르 크네흐트 (1954년)